# Esquadra 94
A Esquadra 94 "Moscas"

## História

### 1962-1975
Em Setembro de 1962 foi formalizada em Ordem de Serviço da Base Aérea nº9, a constituição da primeira unidade que viria a ficar responsável pela operação dos meios de asa rotativa da Força Aérea Portuguesa.
Designada como Esquadra 94, iniciou a sua atividade com os Alouette II, mas foi a partir do verão de 1963, quando recebeu os primeiros Alouette III, que se tornou efetivamente uma unidade operacional.
A Esquadra 94 foi a única unidade a operar os três tipos de helicópteros utilizados pela Força Aérea em África: Alouette II, Alouette III e SA-330 Puma, estes últimos recebidos na Base Aérea nº9 a partir de 1970.

O emblema inicial da Esquadra 94 tinha por base a representação estilizada de uma abelha, em pose agressiva. O cognome "Abelhas", embora nunca se tenha tornado oficial, surgiu da derivação espirituosa do nome do Comandante da Esquadra, Abel Queiroz, que por decomposição fonética daria «Abelhoz», de onde surgiu «Abelhas».
O emblema definitivo foi definido tendo como base um outro inseto, aquele que ficou estabelecido como cognome da unidade («Moscas«), o indicativo tácito utilizado pelos pilotos da esquadra. no emblema constava igualmente o lema da unidade, "Do Miconge a Muiana", refletindo o âmbito de atuação da Esquadra 94, abrangendo todo o extenso território angolano.